# Matsyayugma

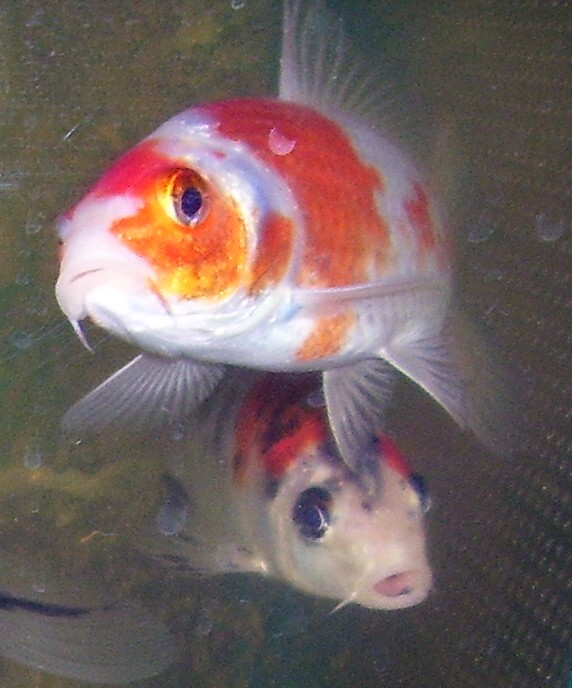
Une paire de carpes de brocart telles que l'on en trouve dans les pièces d'eau des monastères bouddhistes chinois.

Le Matsyayugma ou minayugala est un symbole de bon augure en Inde, entre autres l'un des ashtamangala du jaïnisme, selon la branche shvetambara; ce symbole divin de chance se retrouve aussi dans le bouddhisme. Il s'agit d'une paire de poissons, souvent cités comme des carpes. En fait, ces deux êtres nageant représentent les âmes nageant dans le cycle des réincarnations, vivant dans le tourbillon des naissances et des morts (samsara). Ils sont la métaphore des vies humaines fluctuant dans le cosmos en perpétuelle évolution.
En chinois, il est appelé 双鱼福, shuāngyú fú, « paire de poissons du bonheur ».
Cette paire de poissons apparait également dans le symbole mongol Soyombo. Il est sous une forme simplifiée comparable au yin et yang du taijitu.

## Autres cultures

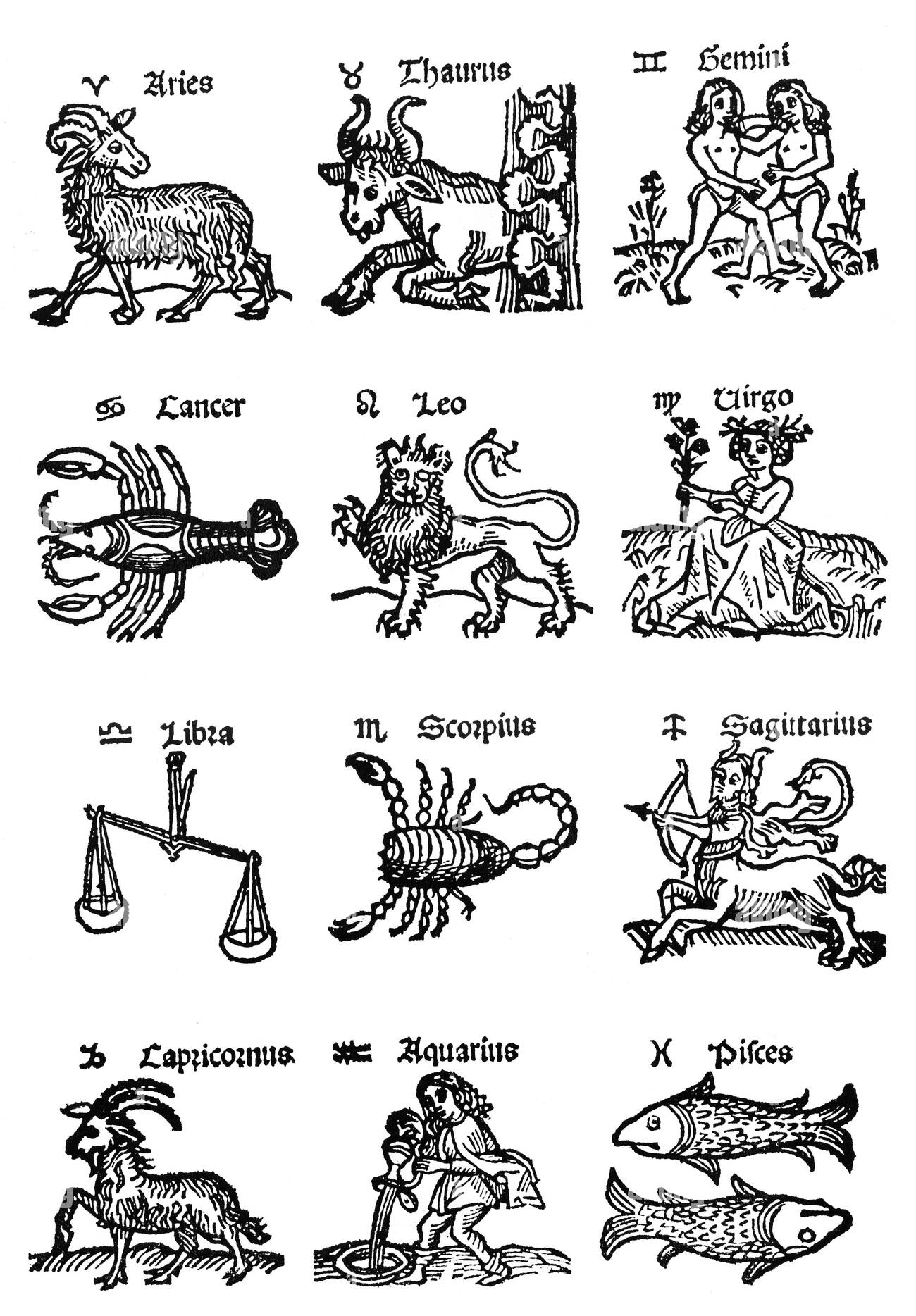
symboles du zodiaques en xylographie

Dans le zodiaque et en astrologie occidentale, le signe du poisson est également représenté par une paire de poissons.
Ce symbole se retrouve aussi dans le zoroastrisme, en particulier pour Norouz, le nouvel an persan qui se situe aux alentours du 21 mars, pour l'équinoxe de printemps. Il est alors important d'avoir des poissons rouges dans un bocal, symbole de la vie dans la vie, et signe des poissons, que le soleil quitte. C'est objet est vraiment essentiel sur la table de Norouz, son signe est vu comme très ancien et de signification importante dans le zoroastrisme.